# Firlej (jezioro)
Firlej – jezioro we wschodniej Polsce na Nizinie Południowopodlaskiej, a dokładniej Wysoczyźnie Lubartowskiej. Leży 12 km na północny zachód od Lubartowa oraz 11 km na południowy wschód od Kocka przy miejscowości Firlej. Wchodzi w skład Jezior Firlejowskich.
Jezioro nie posiada dopływów i stałych odpływów. Okresowy ciek istnieje tylko po roztopach lub ulewnych deszczach. Wypływa z jego zachodniej strony i uchodzi do niżej położonego Jeziora Kunowskiego.
Linia brzegowa jeziora jest słabo rozwinięta, a kształt owalny. Na zbiorniku nie ma wysp.

## Otoczenie i zagospodarowanie
Teren wokół jeziora jest zagospodarowany rolniczo. Pola uprawne występują z jego północnej i północno-zachodniej strony. Natomiast od południowego zachodu i południowego wschodu okala je las. Tereny te nie mają bezpośredniego dostępu do jeziora, przy linii brzegowej znajduje się piaszczysta plaża. Wieś Firlej położona jest od północno-zachodniej strony zbiornika.
Firlej jest dobrze zagospodarowany rekreacyjnie − znajduje się nad nim kilkanaście ośrodków wypoczynkowych, a także okresowo czynne punkty gastronomiczne, wypożyczalnie sprzętu pływającego itp. Wokół jeziora zbudowano oświetlony chodnik dla pieszych i drogę dla rowerów. Latem jest to popularne miejsce wypoczynku.
W pobliżu przebiega droga krajowa nr 19.

## Flora i fauna
Zbiornik zarybiany jest wieloma gatunkami. Występują tam drapieżniki takie jak szczupak, okoń, węgorz i sandacz. Białoryb stanowią leszcz, karaś, lin, płoć, karp i amur. Intensywne wędkowanie zmniejsza jednak liczebność ryb. W jeziorze Firlej występują glony i zmniejszają przezroczystość wody. Mimo tego wody posiadają II klasę wód jeziorowych.